# L'Éclaireur (hebdomadaire)
 (février 2021).
Si vous disposez d'ouvrages ou d'articles de référence ou si vous connaissez des sites web de qualité traitant du thème abordé ici, merci de compléter l'article en donnant les références utiles à sa vérifiabilité et en les liant à la section « Notes et références ».
Pour les articles homonymes, voir L'Éclaireur.
L'Éclaireur est un journal hebdomadaire régional d'information français diffusé le vendredi dans l'arrondissement de Châteaubriant en Loire-Atlantique où il a son siège, dans une partie de celui d’Ancenis, dans le sud de l’Ille-et-Vilaine, dans le nord-ouest de Maine-et-Loire, soit une centaine de communes dans un rayon de 40 km autour de la ville phare.
Le titre a fêté ses cinquante ans en décembre 1998, mais son ancêtre, « Le Journal de Châteaubriant » remonte à 1831 et s’inscrit dans une longue tradition républicaine. En 1948, Louis Bourdel rachète l’hebdomadaire « Le Journal de Châteaubriant » et en confie la direction à son futur gendre, Roger Cloteau. Il devient alors « L’Éclaireur de Châteaubriant » puis « L’Éclaireur ». En 1971, après la mort accidentelle de Roger Cloteau, la rédaction en chef est confiée à Loïc Bourdel, qui assurera ensuite la direction générale avec son neveu Gilles comme responsable commercial. En 2001, la société « L’Éclaireur » est rachetée par le Groupe Hersant Média et rejoint ainsi le pôle Atlantique des hebdomadaires du groupe.
L'Éclaireur couvre les cantons de Châteaubriant, Moisdon-la-Rivière, Saint-Julien-de-Vouvantes, Rougé, Pouancé, Saint-Mars-la-Jaille, Riaillé, Nort-sur-Erdre, Blain, Guémené-Penfao, Nozay, Derval, Bain-de-Bretagne, Grand-Fougeray, Retiers, Le Sel-de-Bretagne et La Guerche-de-Bretagne. Désormais, il fait partie du groupe Publihebdos, premier groupe d'hebdos en France.